# Guangzhou Twin Towers

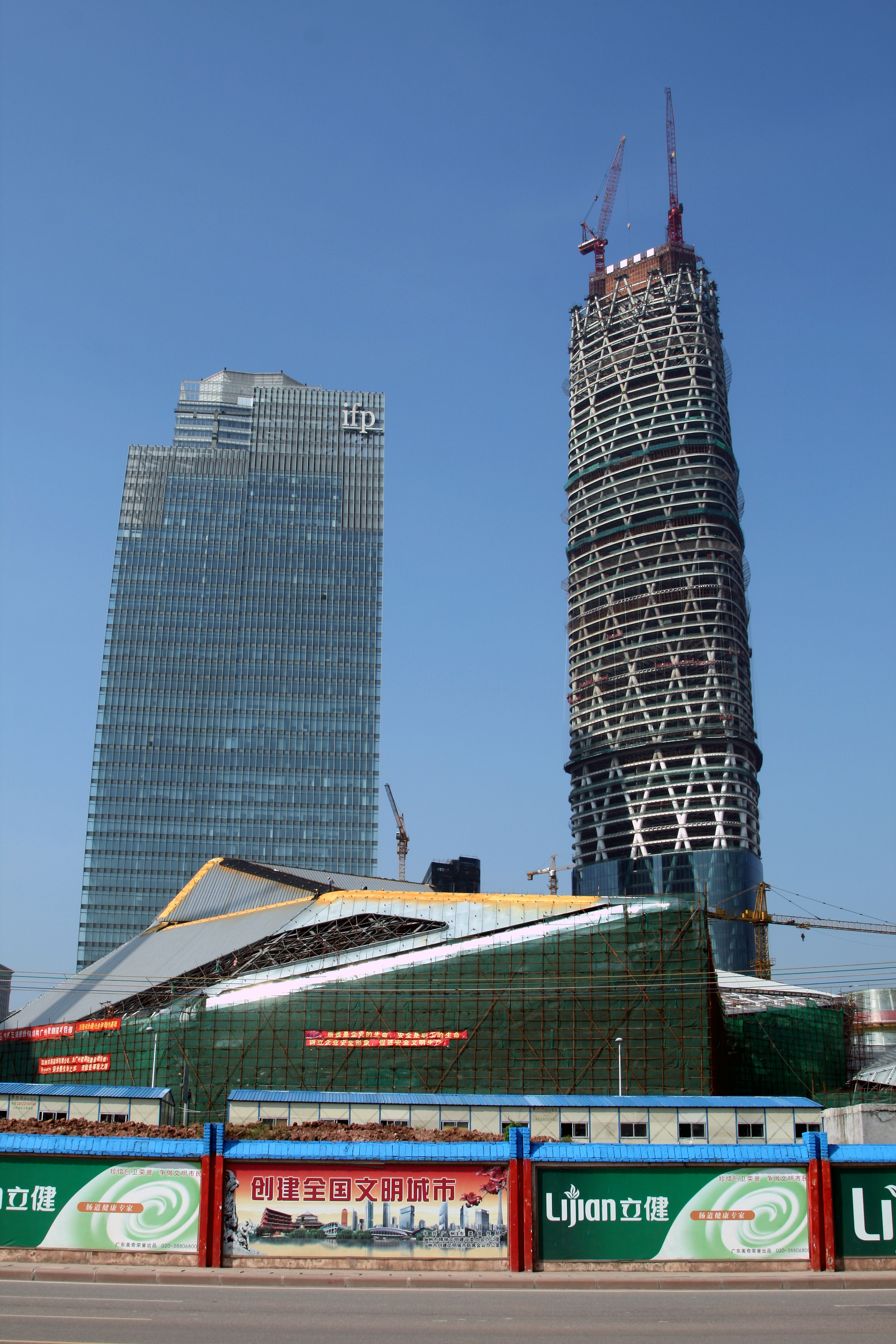
Beide torens in aanbouw

De Guangzhou Twin Towers zijn twee wolkenkrabbers in de Zuid-Chinese stad Guangzhou. De gebouwen liggen in het lokale Central business district (CBD), Zhujiang New Town, in het district Tianhe.
De twee torens heten Guangzhou Chow Tai Fook Finance Centre (周大福商业中心) en Guangzhou International Finance Centre (广州国际金融中心), maar worden meestal Oostelijke Toren en Westelijke Toren genoemd. De Westelijke Toren, ontworpen door architect Wilkinson Eyre, met honderddrie verdiepingen was in 2010 klaar voor gebruik. De Oostelijke Toren, ontworpen door Kohn Pedersen Fox was toen nog in aanbouw en werd in oktober 2016 geopend.